# Budynek zakładu wychowawczego braci albertynów w Warszawie
Budynek zakładu wychowawczego braci albertynów – zabytkowy budynek znajdujący się przy ul. Grochowskiej 194/196 w Warszawie.

## Opis
Budynek zaprojektowany przez Stefana Szyllera został wzniesiony w latach 1931–1934 dla braci albertynów.
Poprzedzony przyulicznym dziedzińcem trzypiętrowy, trzynastoosiowy gmach o fasadzie zaopatrzonej w pięcioosiowy ryzalit z attyką, na której obecnie znajduje się płycina z inskrypcją o treści „Dom Słowa Bożego im. ks. K. Romaniuka, pierwszego biskupa diecezji Warszawsko-Praskiej”.
Zwieńczeniem attyki jest neorenesansowy, trójprzęsłowy szczyt o dwustopniowych wolutowych spływach, ujęty przez niskie cokoły zwieńczone kulami. Środkowe przęsło szczytu wypełnia półkolista blenda z opaską, obecnie wypełniona dodaną w 2004 r. płaskorzeźbą o tematyce religijnej. Półkolista blenda jest obustronnie flankowana przez niewielkie, półkoliście zamknięte okna. Szczyt jest podzielony na przęsła lizenami na których także ustawiono kule. Środkowa partia szczytu otrzymała zwieńczenie w postaci krzyża ustawionego na trójkątnym szczycie. Wszystkie okna fasady, trójskrzydłowe i dziewięciokwaterowe, pierwotnie nie posiadały dodanych później opasek.
Główne wejście do gmachu znajduje się na środkowej, siódmej osi, zaś przejazdy bramne zlokalizowane są na osiach pierwszej i trzynastej.
W 2004 przeszedł gruntowną renowację, wprowadzono wówczas zmiany w wystroju elewacji, w tym opaski okien i prostokątną płycinę z obecną nazwą na pierwotnie gładkiej attyce.
W 2006 budynek został wpisany do rejestru zabytków.
W budynku swoją siedzibę ma m.in. Katolicki Ośrodek Adopcyjno-Opiekuńczy, księgarnia Wierzymy.pl, Diecezjalny Ośrodek Duszpasterstwa Akademickiego Arka.